# Genesis of Apocryphal Desire
Genesis of Apocryphal Desire – drugie demo greckiego zespołu blackmetalowego Varathron, wydane 1991 roku.

## Lista utworów
1. "La Reine Noir" - 6:17
2. "Genesis Of Apocryphal Desire" - 3:14
3. "The Tressrising Of Nyarlathotep" - 7:23
4. "Seven Endless Horizons" - 3:33
5. "Journey Beyond" - 0:34

## Twórcy
- Stephan Necroabyssious - śpiew
- Jim Mutilator - gitara basowa
- Jim - gitara
- Stavros - gitara
- Themis - perkusja